# Rondeletia saxicola
Rondeletia saxicola är en måreväxtart som beskrevs av Nathaniel Lord Britton. Rondeletia saxicola ingår i släktet Rondeletia och familjen måreväxter. Inga underarter finns listade i Catalogue of Life.